# Ponte Petras Vileišis
Il ponte Petras Vileišis, precedentemente noto come ponte di Vilijampolė, è un viadotto che collega la città vecchia di Kaunas e Vilijampolė, una seniūnija della prima in Lituania. È l'ultimo attraversamento del fiume Neris costruito prima della sua foce. La sua lunghezza raggiunge i 291 metri, la larghezza è di 14 metri. La costruzione fu completata durante il periodo interbellico, nel 1929.

## Storia
Fino al 1914 non c'erano ponti permanenti che attraversassero il Neris presso Kaunas: venivano utilizzati traghetti o ponti galleggianti temporanei. La guarnigione russa di stanza alla fortezza di Kaunas costruì un pontone attivo in estate per facilitare il commercio tra le due sponde del fiume. La costruzione annuale dello stesso in direzione Slabada (oggi Vilijampolė), la manutenzione, la sostituzione di pezzi fradici dopo l'alluvione del 1914, costarono al tesoro della città circa 15.000 rubli. Ciononostante, il comandante della fortezza insistette sul fatto che la realizzazione di una struttura permanente sul corso d'acqua avrebbe minacciato la sicurezza della città, rendendo più facile per il nemico raggiungere i presidi militari. Il 16 agosto 1915, l'esercito imperiale si avvicinò a Kaunas nel corso della Grande Guerra. Mentre si ritiravano, i russi, tra gli altri viadotti, smantellarono definitivamente il ponte mobile vicino a Vilijampolė. Qui i tedeschi allestirono in fretta un ponte di legno chiamato Haltzoebruck. Esso rimase operativo anche dopo il termine del conflitto: tuttavia, la fragile struttura non resistette all'esondazione del Neris avvenuta nella primavera del 1926.

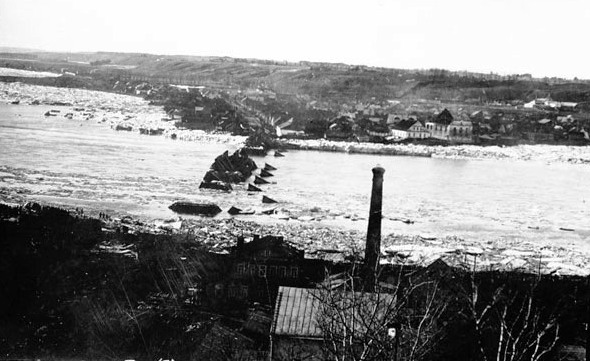
Resti del ponte di Vilijampolė portati via dall'alluvione nel 1926

I residenti, per viaggiare, dovettero arrangiarsi con battelli a vapore. Una delle imbarcazioni che partiva dal punto più vicino alla vecchia costruzione, si muoveva da Eiguliai, oggi periferia di Kaunas.

### I lavori di costruzione
I lavori di allestimento per il ponte di Vilijampolė iniziarono nel novembre del 1927. Il 21 giugno 1928, mentre la costruzione della struttura ancora in corso, il governo lituano finanziò la realizzazione dell'odierno ponte di Vitoldo il Grande. Il 30 ottobre 1929 furono ultimati i lavori. La società danese Højgaard & Schultz a/s, responsabile dei lavori, lo completò in anticipo rispetto al previsto. Su suggerimento del presidente Antanas Smetona, al viadotto di Vilijampolė fu assegnato il nome dell'ingegnere Petras Vileišis, il quale fu patriota, amico di Smetona e dipendente pubblico.
La struttura era dotata da cinque arcate a tutto sesto, i cui pezzi principali furono trasportati dalla Danimarca. La lunghezza del ponte era di 267,25 m, mentre la larghezza di 12,70 m. La carreggiata era rivestita da pietre quadrate di granito, i marciapiedi da uno strato di asfalto. Il costo di costruzione ammontò a 3.355.000 litas lituani.
Quando nel 1941 l'esercito tedesco avanzò verso est, le unità dell'Armata Rossa minarono il ponte con l'intenzione di farlo saltare in aria. Per questo motivo, esso fu particolarmente sorvegliato durante la rivolta di giugno, una grande sommossa che coinvolse tutto il Paese ispirata da un sentimento indipendentista. I ribelli si aspettavano che i tedeschi entrassero in città usando quel passaggio. A guardia della struttura vi erano 40 truppe sovietiche e tre veicoli blindati che attendevano il momento giusto per far saltare le cariche. Quando i russi si ritirarono dopo una breve schermaglia con i lituani, Juozas Savulionis corse al centro del viadotto, tagliò i fili ed evitò che fosse fatto saltare in aria. Sulla via del ritorno Savulionis fu ucciso dal fuoco nemico, diventando così una delle prime vittime della rivolta. Il ghetto di Kovno creato durante l'occupazione nazista della Lituania si trovava a poca distanza.
Nel luglio del 1944, i tedeschi fecero saltare in aria tutti i ponti principali di Kaunas, incluso il Petras Vileišis.

### Ricostruzione
Dopo la guerra, nel 1948, ai prigionieri tedeschi fu ordinato di realizzare un ponte ad arco temporaneo in legno sugli stessi supporti. Nel 1960, i sostegni si ruppero e non fu più possibile accedervi. Un viadotto poi eretto sulla riva sinistra del Neris è stato attaccato ai vecchi supporti.
L'8 marzo 2008 il ponte di Vilijampolė è stato chiuso per lavori di riparazione. Secondo il contratto di appalto, il ponte avrebbe dovuto essere riparato entro il 9 marzo 2009. I lavori sono stati completati in precedenza. Il ponte è stato revisionato dalla Kauno tiltai, il progetto tecnico era della Miestprojektas e l'impresa statale la Transporto ir kelių tyrimo institutas.
Durante la riparazione, le strutture metalliche dei ponti, i quali occupano in totale oltre 12.000 m², sono state ammordernate e riverniciate. Il viadotto è stato dotato di 534 m di ringhiere metalliche, di un nuovo rivestimento posato e di accessi rinforzati da entrambe le parti. Sono state inoltre ricostruite catenarie tranviarie per far circolare filobus e un'illuminazione efficiente. Dopo i lavori, il peso del ponte è mutato: i rinforzi in ghisa del peso di circa 60 tonnellate sono stati sostituiti da bracci più leggeri, del peso di circa 23 tonnellate. Le riparazioni sono state ultimate il 13 dicembre 2008. La ricostruzione del ponte è costata circa 17 milioni di litas.
Il 5 dicembre 2008, a una settimana dalla fine dei lavori, con decisione del consiglio comunale, fu riassegnato al ponte il nome di Petras Vileišis. Sono state installate targhe commemorative su entrambi i lati del ponte.

## Galleria d'immagini

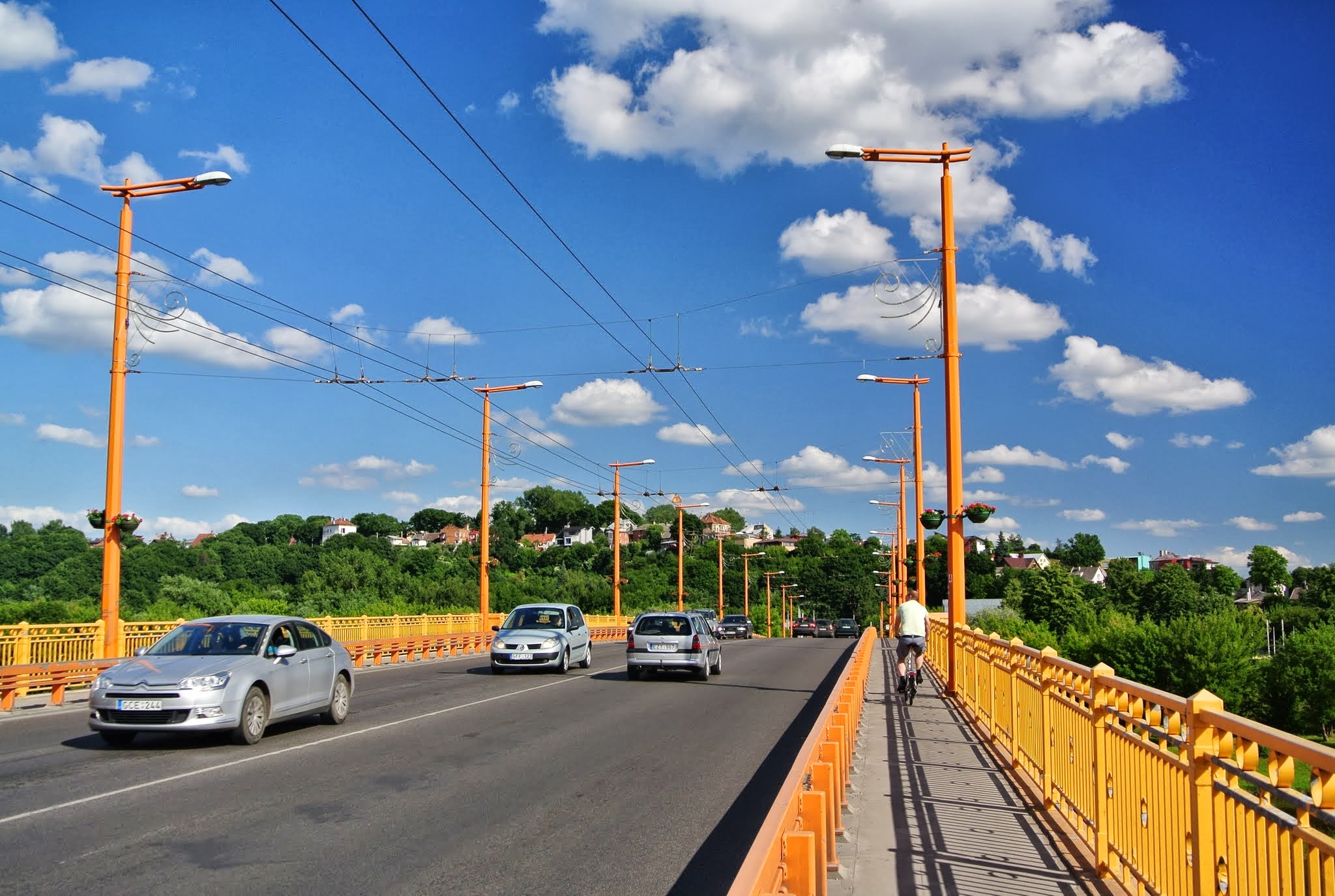
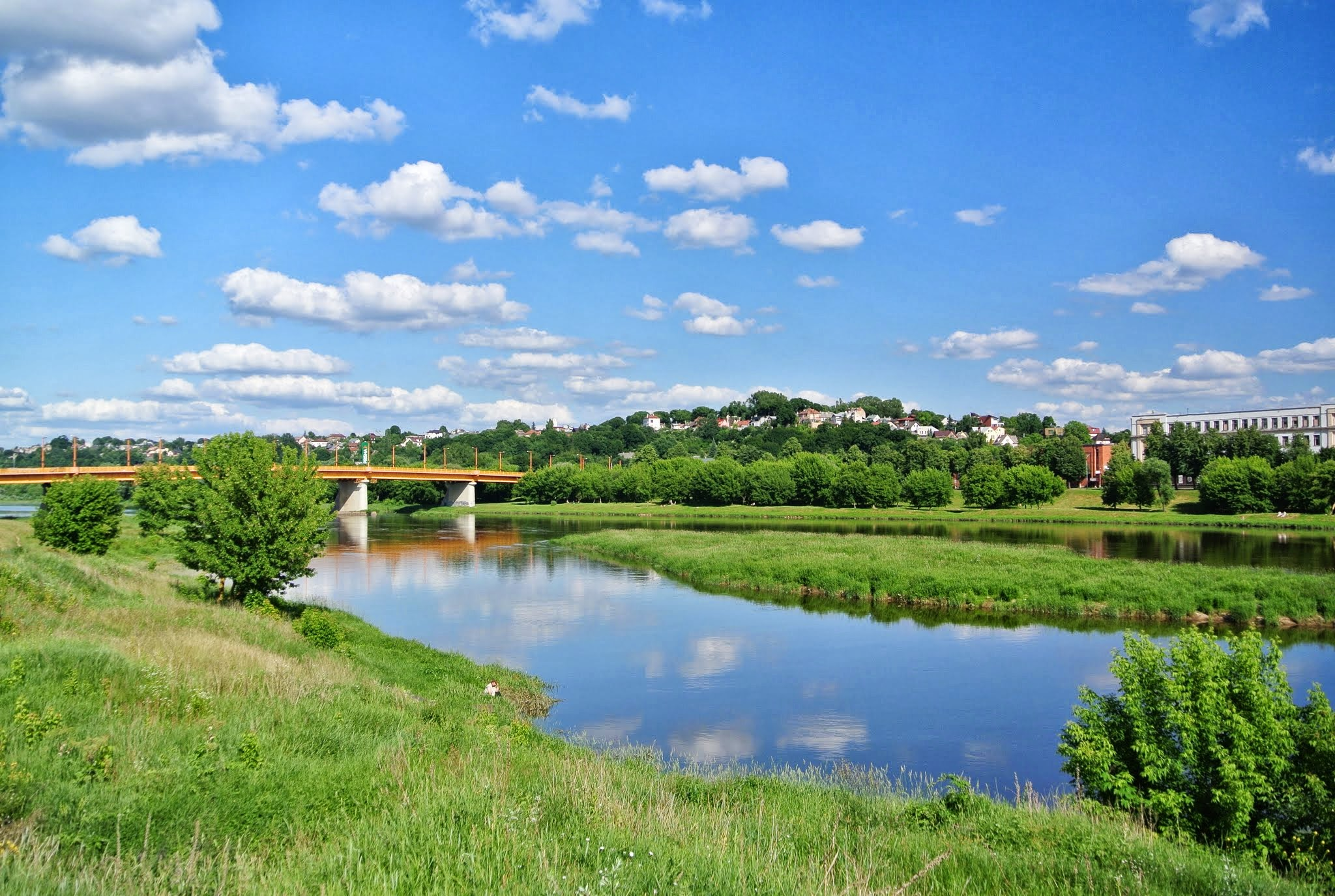